# Karl Backman
Karl Backman (Umeå, Suécia, 27 de outubro de 1970) é um pintor contemporâneo, guitarrista, cantor e compositor de punk rock.

## Música
Em 1982 Backman começou uma banda punk chamada Boredom Brothers aos 12 anos, no uma casa ocupada, em Uma.  Em 1990, Backman se juntou ao irmão e começou uma banda chamada The Vectors. [carece de fontes?]
Em 2008 Backman e Dennis Lyxzén formou uma nova banda chamada AC4, a banda gravou um disco em 2009 e tem estado em turnê desde então. Em 2011, foi entrevistado para o documentário A few minutes with AC4, produzido pela El Davros.
Em 2013 Backman formou The T-55's e 2016 uma nova banda chamada Acid Blood. 

## Arte
Sua arte, caracterizada por de grandes quadros, uso de cores fortes, do uso profuso de simbolismos e uma ligação fortíssima com a Punk rock. Influenciam a sua arte o cinema, a pornografia, as revistas, banda desenhada. O seu estilo apresenta também influências da Dadaísmo. Backman desenhou postêrs e capas de discos para músicos. [carece de fontes?]
Fez a mostra individual em 2011, no Museum of Porn in Art em Zurique onde exibe quinze pinturas de atrizes  pornô como Ashley Blue, Satin Phoenix, May Ling Su e Layla Rivera.
Em setembro 2010, ele viajou para Zona de exclusão de Chernobil. Ele estava acompanhado por sua companheira, a artista Jessica Schaeder, e de repórteres de AFP. Ele está se preparando para uma exposição 2013. Vai ser uma apresentação de pinturas e ilustrações de Chernobyl e Pripyat.

Ele atualmente vive e trabalha na cidade de Uma, dividindo o estúdio com sua companheira.

## Discografia

### The Vectors
- Fuck MTV (New Lifeshark 1996)[15]
- The Vectors (New Lifeshark 1998)[15]
- Rape the Pope (Rabid Alligator 2000)[15]
- Still Ill (Busted Heads 2003)[15]
- Pigs and parasites (SIK Records 2011)[15]

### AC4
- AC4 (Ny Våg 2009, Deranged Records 2010, Shock Records 2011)[16]
- Umeå Hardcore EP (P.Trash 2010)
- AC4 / SSA (colaboração com Surprise Sex Attack, Aniseed Records 2010)[17]
- Burn the World (Ny Våg, Deathwish Inc. 2013)[1][18]

### The T-55's
- Power Up (JanML Records 2014)[19]
- Split with Mary's Kids (Strange Magic Records/AM Records 2014)[19]

### Acid Blood
- Dagger Eyes (JanML Records 2017)[20]
- Acid Blood (JanML Records 2020)[20]